# Believe (Dima Bilan-sang)
 For alternative betydninger, se Believe. (Se også artikler, som begynder med Believe)
"Believe" er en engelsksproget sang fremført af den russiske sanger Dima Bilan. Det var det russiske bidrag ved Eurovision Song Contest 2008 afholdt i Beograd, Serbien. Sangen vandt konkurrencen, og er den eneste russiske vindersang indtil videre. Sangen er skrevet af Jim Beanz og Bilan selv. 

## Eurovision Song Contest 2008
Dima vandt den russiske interne finale, hvor han fik retten til at repræsentere sit land ved grand prix´et. Han fremførte sangen i semi-finalen den 20. maj og gik videre til finalen 24. maj. Her vandt han konkurrencen med 272 points. Med sig på scenen var den russiske isskøjteløber Evgeni Plushenko og den ungarske violonist Edvin Marton. 
Believe er en powerfyldt ballade, der handler om at alt er muligt, hvis bare man tror nok på sig selv.